# Diego Pérez (tenista)
Diego Pérez (Montevidéu, 9 de Fevereiro de 1962) é um ex-tenista profissional uruguaio. Atingiu seu melhor ranking sendo N. 27 em simples e 37 em duplas.
Representou a Equipe Uruguaia na Copa Davis e, ao lado de Marcelo Filippini, possui maior número de vitórias, chegando a 31.

## ATP Tour titulos(4)
| Legenda            |
| Grand Slam         |
| Tennis Masters Cup |
| ATP Masters Series |
| ATP Tour           |

### Sinmples (1)
| N. | Data              | Torneio          | Piso   | Oponente na final | Placar   |
| 1. | Setembro 16, 1985 | Bordeaux, França | Saibro | Jimmy Brown       | 6–4, 7–6 |

### Vice (1)
- 1985: Buenos Aires (para Martín Jaite)

### Duplas (3)
| N. | Data              | Torneio           | Piso   | Parceiro          | Oponente na final                | Placar   |
| 1. | Setembro 14, 1981 | Palermo, Italia   | Saibro | José Luis Damiani | Jaime Fillol Sr. Belus Prajoux   | 6–1, 6–4 |
| 2. | Novembro 9, 1992  | São Paulo, Brasil | Saibro | Francisco Roig    | Christer Allgardh Carl Limberger | 6–2, 7–6 |
| 3. | Agosto 22, 1994   | Umag, Croácia     | Saibro | Francisco Roig    | Karol Kučera Paul Wekesa         | 6–2, 6–4 |

### Duplas Vices (10)
- 1985: Buenos Aires (com Eduardo Bengoechea, perdeu para Martín Jaite e Christian Miniussi)
- 1986: Stuttgart Outdoor (com Mansour Bahrami, perdeu para Hans Gildemeister e Andrés Gómez)
- 1986: Paris Indoor (com Mansour Bahrami, perdeu para Peter Fleming e John McEnroe)
- 1987: Geneva (com Mansour Bahrami, perdeu para Ricardo Acioly e Luiz Mattar)
- 1987: Itaparica (com Jorge Lozano, perdeu para Sergio Casal e Emilio Sánchez)
- 1988: Guarujá (com Javier Frana, perdeu para Ricardo Acuña e Luke Jensen)
- 1988: Barcelona (com Claudio Mezzadri, perdeu para Sergio Casal e Emilio Sánchez)
- 1990: Florença (com Luiz Mattar, perdeu para Sergi Bruguera e Horacio de la Peña)
- 1991: San Marino (com Christian Miniussi, perdeu para Jordi Arrese e Carlos Costa)
- 1992: Guarujá (com Francisco Roig, perdeu para Christer Allgardh eCarl Limberger)